# Królówka (ptak)
Królówka, tyranka królewska (Onychorhynchus coronatus) – gatunek małego ptaka z rodziny królówek (Onychorhynchidae).

## Systematyka
Systematyka w obrębie rodzaju Onychorhynchus jest sporna. W ujęciu przyjętym przez autorów 9. tomu Handbook of the Birds of the World (2004) rodzaj ten jest monotypowy, a jego jedyny gatunek – Onychorhynchus coronatus – obejmuje 6 podgatunków; to ujęcie stosuje Kompletna lista ptaków świata. Na liście świata opracowywanej przy współpracy BirdLife International z autorami HBW takson ten został podzielony na 4 osobne gatunki: O. coronatus, O. mexicanus, O. occidentalis i O. swainsoni – to ujęcie systematyczne stosuje IUCN. Z kolei Międzynarodowy Komitet Ornitologiczny (IOC) i serwis Birds of the World do O. coronatus zaliczają 5 podgatunków, a jako osobny gatunek klasyfikują tylko O. swainsoni.

## Występowanie
Królówka występuje w zależności od podgatunku:
- O. coronatus castelnaui – królówka andyjska – zachodnia Amazonia;
- O. coronatus coronatus – królówka koroniasta – wschodnia Wenezuela, Gujana, Surinam, Gujana Francuska i północna Brazylia;
- O. coronatus mexicanus – królówka północna – południowo-wschodni Meksyk do Panamy;
- O. coronatus fraterculus – królówka cynamonowa – północno-wschodnia Kolumbia do północno-zachodniej Wenezueli;
- O. coronatus occidentalis – królówka ekwadorska – zachodni Ekwador, północno-zachodnie Peru;
- O. coronatus swainsoni – królówka brazylijska – południowo-wschodnia Brazylia.

## Morfologia
Długość ciała 15–17,5 cm, masa ciała 13–21 g.

## Zachowania godowe
Królówka ma stosunkowo duży czub, zwykle spoczywający na głowie. Rozkłada go w czasie zalotów oraz by odstraszyć wroga. Czub występuje u obu płci, lecz różni się kolorem. Rozkłada się do formy wachlarza. W okolicach dzioba ma również włoski.

## Status
Międzynarodowa Unia Ochrony Przyrody (IUCN) w 1994 roku podzieliła ten takson na cztery osobne gatunki, które klasyfikuje następująco:
- królówka koroniasta – gatunek najmniejszej troski (LC – Least Concern), trend liczebności populacji spadkowy[3];
- królówka północna – gatunek najmniejszej troski (LC – Least Concern), trend liczebności populacji spadkowy[10];
- królówka ekwadorska – gatunek bliski zagrożenia (NT – Near Threatened), trend liczebności populacji spadkowy[11];
- królówka brazylijska – gatunek narażony na wyginięcie (VU – Vulnerable), trend liczebności populacji spadkowy[12].